# Sluisse- en Zwinpolders
De Sluisse- en Zwinpolders vormt een complex van, deels internationale, polders die gelegen zijn in de buurt van Sluis en Sint Anna ter Muiden.
Een aantal polders zijn aangelegd in het Zwin, en sommige zijn ook aangelegd om de stad Sluis, in geval van inundatie, tegen het water te beschermen.
Tot dit complex behoren de volgende polders:
- Kleine Paspolder
- Mariapolder
- Sluissche Havenpolder
- Zwinpolder
- Robbemoreelpolder
- Gouverneurspolder
- Kraeyenspolder
- Maneschijnpolder
- Brugsche polder
- Brixuspolder
- Zoutepannepolder
- Greveningepolder
- Burkelpolder
- Willem-Leopoldpolder
- Potteriepolder